# Shōjo S
Shōjo S (少女S?) è un brano musicale del gruppo musicale giapponese j-pop/j-rock SCANDAL, pubblicato come loro sesto singolo il 13 marzo 2009. Il singolo ha raggiunto la sesta posizione della classifica Oricon dei singoli più venduti in Giappone ed è rimasto in classifica per tredici settimane, vendendo 33 881 copie nel suo formato fisico ed ottenendo il disco d'oro per le copie digitali. Il brano è stato utilizzato come decima sigla dell'anime Bleach, dal duecentoquindicesimo al duecentoquarantasuesimo episodio, oltre che per il videogioco per Nintendo DS.

## Tracce
CD Singolo ESCL-3216 
1. Shōjo S (少女S?) - 3:11
2. Natsu Neiro (ナツネイロ?) - 4:33
3. Future - 3:36

Durata totale: 12:00

## Classifiche
| Classifica (2008) | Posizione più alta |
| ----------------- | ------------------ |
| Giappone (Oricon) | 6                  |